# Hyacinthe Collin de Vermont

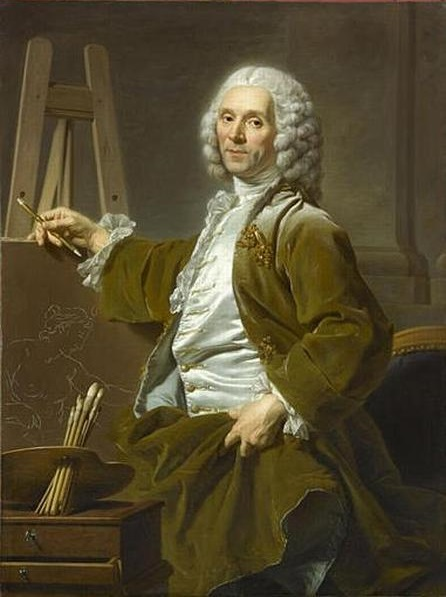
Alexander Roslin: Hyacinthe Collin de Vermont, Öl auf Leinwand, 1753

Hyacinthe Collin de Vermont (* 19. Januar 1693 in Versailles; † 16. Februar 1761 in Paris) war ein französischer Maler des Rokoko. 
Der Sohn des Hofmusikers und Malers Nicolas Collin und der Jeanne Collet studierte unter Jean Jouvenet und Hyacinthe Rigaud, welcher auch sein Patenonkel war, Malerei. Nach einem Studienaufenthalt in Rom kehrte er nach Paris zurück und wurde 1725 Mitglied der Académie royale de peinture et de sculpture. Er war ein Bruder des Komponisten François Collin de Blamont.